# Cree (volk)

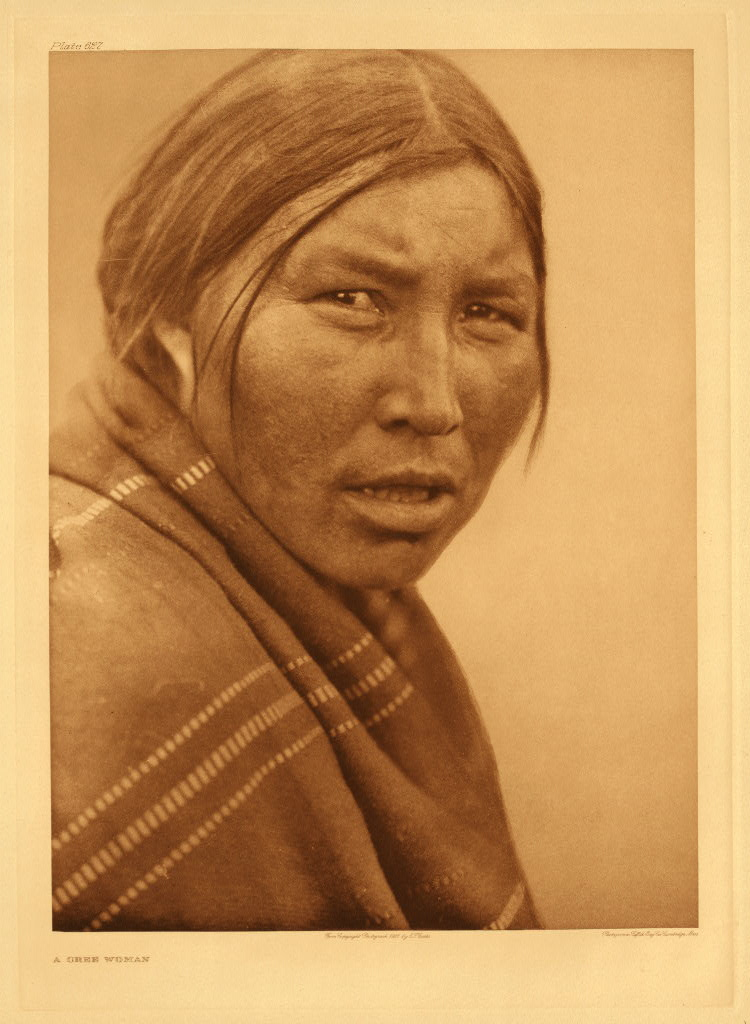
Foto van een Cree-vrouw, 1928, foto Edward S. Curtis

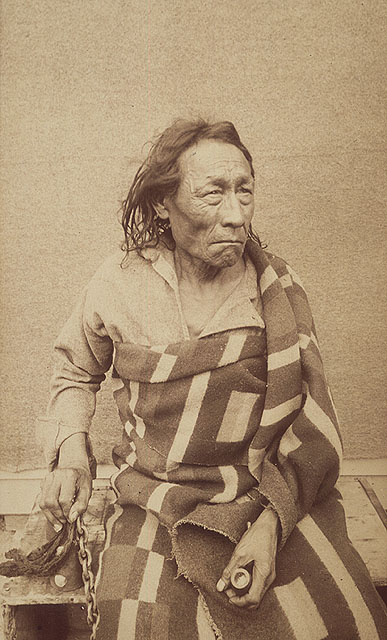
Cree-opperhoofd Big Bear, 1885

De Cree (Engels), Cris (Frans) zijn de grootste van de oorspronkelijke bevolkingsgroepen (indianen of First Nations) in Canada. Er zijn ruim 200.000 Cree, verdeeld in 135 clans, in het enorme gebied tussen de Rocky Mountains en de Atlantische Oceaan in Canada en de Verenigde Staten. Daarnaast zijn er zo'n 300.000 Métis in Canada. Dit zijn mestiezen met een gedeeltelijke Cree-afkomst. 
De Cree noemen zichzelf, afhankelijk van de gemeenschap waartoe ze behoren en van welk dialect ze spreken, nēhiyaw, nīhithaw, nēhilaw, en nēhinaw; of ininiw, ililiw, iynu (innu), of iyyu. Alleen als ze Engels of Frans spreken, gebruiken ze de aanduiding "Cree". Ze worden globaal onderverdeeld in de Eeyouch (James Bay Cree) uit Quebec, de Nêhila (of Mōsonī / ililī)  uit Ontario, de Maškēkowak / Nēhinawak (Swampy Cree) uit Ontario en Manitoba, de Sakawiyiniwak / Nīhithawak (Woods Cree) uit Saskatchewan en Manitoba en de Nêhiyawak (Plains Cree) uit Alberta en Saskatchewan. Tevens wonen er Plains Cree in Rocky Boy Indian Reservation, een indianenreservaat in de Amerikaanse staat Montana. 
De Cree-taal is de meest gesproken indiaanse taal in Canada, met zo'n 50.000 sprekers. De Métis-taal Michif is een mengtaal van Frans en Cree. Een andere Métis-mengtaal, Bungee (een mengeling van Cree en Schots-Gaelisch), is nu uitgestorven. 
De Cree zijn nauw verwant aan de Ojibweg (Chippewa). De naam Cree is een exoniem afgeleid van de benaming Cristinaux die Franse ontdekkingsreizigers in de 17e eeuw aan het volk gaven; dit was een verbastering van de naam die de Ojibweg gebruikten voor leden van de Eeyouch die het gebied ten zuiden van de Jamesbaai bewoonden. De term werd later verkort tot Cri of Cree en gebruikt voor alle Cree in Noord-Amerika.
Voor de komst van de Europeanen draaide de Creecultuur voornamelijk om de jacht op bizons in de Canadese wouden en op de Amerikaanse prairie. Ze waren bondgenoten van het Nakoda-volk (Assiniboine). Met de komst van de pelshandelaren ontstond een nauwe samenwerking met de Hudson's Bay Company en North West Company. De relatie tussen de Cree en de Europese jagers verslechterde echter toen de bizons, de primaire voedselbron van de Cree, door de intensieve jacht bijna verdwenen waren. Dit leidde in korte tijd tot enorme hongersnood en maakte de Cree afhankelijk van voedselhulp. Cree-opperhoofd Big Bear streed, zonder succes, voor grotere autonomie voor de Cree en andere inheemse bevolkingsgroepen. In 1885 kwam het tot een gewapende opstand van een groep Cree, Métis en Nakoda (Assiniboine) in Saskatchewan, die neergeslagen werd door de Canadese overheid. 
De Grand Council of the Cree (Frans: Grand Conseil des Cris, Cree: Eytou Istchee) representeert zo'n 16.000 Eeyouch (Oostelijke Cree) in de Jamesbaai- en Nunavik-regio's in noordelijk Quebec. Deze raad werd gevormd in 1974 om te kunnen onderhandelen met de Canadese overheid, die in 1971 met een plan kwam om een aantal waterkrachtcentrales te bouwen er hiervoor grote delen van het Jamesbaai-gebied onder water te zetten, zonder de inheemse bevolking bij de beslissingsvorming te betrekken. In 1975 werd een overeenkomst met de Canadese overheid getekend waarmee de landrechten van de Eeyouch in Quebec vastgesteld werden.
De Cree hebben een eigen luchtvaartmaatschappij, Air Creebec, die tussen een aantal verschillende bestemmingen in Quebec en Ontario vliegt.

## Divisies
- James Bay Cree 
  - Northern James Bay Cree (Iyiyiw of Eeyouch)
  - Southern James Bay Cree (Iyniw (binnenland) en Iyyiw  (kust))
- Moose Cree (Mōsonī / ililī)
- Swampy Cree (Maškēkowininiwak)
- Woodland Cree 
  - Rocky Cree (Asinīskāwiyiniwak)
  - Woods Cree (Sakāwithiniwak / Nīhithawak)
- Plains Cree (Paskwāwiyiniwak / Nēhiyawak) 
  - Downstream People (Māmihkiyiniwak) 
    - Calling River / Qu'Appelle Cree (Kātēpwēwi-sīpīwiyiniwak)
    - Rabbit skins (Wāpošwayānak)
    - Touchwood Hills Cree (Pasākanacīwiyiniwak) (ook wel Saulteaux genoemd) – Punnichy, Saskatchewan
    - Cree-Assiniboine / Young Dogs (Nēhiyawi-pwātak)

  - Upstream People (Natimiyininiwak)  
    - Beaver Hills Cree (Amiskwacīwiyiniwak)
    - House Cree (Wāskahikaniwiyiniwak)
    - Parklands Cree / Willow Cree (Paskokopāwiyiniwak)
    - River Cree (Sīpīwininiwak)
    - Northern Plains Cree / Western Woodland Cree / Bush Cree (Sakāwiyiniwak)